# Jude Bellingham
Jude Victor William Bellingham (Stourbridge, 29 giugno 2003) è un calciatore inglese, centrocampista del Real Madrid e della nazionale inglese, con cui è diventato vicecampione d'Europa nel 2021 e nel 2024.
Cresciuto nel Birmingham City, di cui è il più giovane debuttante, nel 2020 passa al Borussia Dortmund, con cui vince una Coppa di Germania nel 2020-2021. Nel 2023 viene acquistato dal Real Madrid per 103 milioni di euro, cifra che lo rende uno degli acquisti più onerosi nella storia del calcio: con i blancos vince una Supercoppa di Spagna, un campionato spagnolo e una UEFA Champions League nel 2024.
Ha rappresentato l'Inghilterra a livello di selezioni Under-15, Under-16 e Under-17, prima di esordire con quella maggiore nel 2020. Da allora ha partecipato a due campionati europei (2021 e 2024) e un campionato mondiale (2022).
Considerato uno dei migliori calciatori della sua generazione, nel 2023 ha vinto il Trofeo Kopa e il Golden Boy; nel 2024 si è classificato terzo nella graduatoria del Pallone d'oro.

## Biografia
Bellingham è nato a Stourbridge, West Midlands, nel 2003. È il figlio maggiore di Mark Bellingham, un sergente della polizia di origini irlandesi  delle West Midlands, e di Denise. Suo fratello minore Jobe è a sua volta un calciatore, della squadra tedesca del Borussia Dortmund.

## Caratteristiche tecniche
Jude è un centrocampista offensivo dotato di forza fisica, velocità e di un'ottima tecnica individuale. Già in giovane età si è dimostrato un calciatore completo, con ottime caratteristiche di tiro, dribbling, recupero palloni ed impostazione di gioco che ne hanno permesso l'impiego in tutti i ruoli del centrocampo, trovando la sua collocazione ideale nel ruolo di trequartista. Ha dichiarato di ispirarsi a Zinédine Zidane.
Nell'ottobre del 2023, è stato incluso nella lista dei 25 finalisti del premio Golden Boy, assegnato dal quotidiano Tuttosport al miglior giocatore Under-21 militante in un campionato europeo, risultandone poi il vincitore.

## Carriera

### Club

#### Birmingham City
Nel 2011, all'età di 8 anni, entra nel vivaio del Birmingham City, con cui prosegue la sua militanza nelle selezioni giovanili fino ad entrare nell'Under-23. Il 15 ottobre 2018, a soli 15 anni, debutta ufficialmente proprio con quest'ultima squadra, subentrando al 60' al posto di Kyle Hurst per poi realizzare il gol-vittoria nella partita casalinga vinta per 1-0 contro i pari età del Nottingham Forest. Il 20 febbraio 2019, in virtù dell'ottimo rendimento stagionale frutto di 3 gol in 10 presenze totali, la rivista FourFourTwo lo inserisce nella lista dei 50 giovani calciatori più promettenti al mondo, oltre a conquistarsi l'attenzione dei grandi club d'Europa.
A luglio 2019 viene aggregato alla prima squadra per il ritiro in Portogallo, dove scende in campo in varie amichevoli, che gli consentono la conferma in pianta stabile. Sceglie di indossare la maglia numero 22 per la stagione 2019-2020 di Championship. Il 6 agosto è diventato il più giovane esordiente del Birmingham City all'età di 16 anni e 38 giorni (battuto il record di 16 anni e 139 giorni stabilito da Trevor Francis nel 1969), scendendo in campo nell'incontro di League Cup contro il Portsmouth, dopo il quale viene eletto migliore in campo per la sua squadra. Diciannove giorni dopo fa il suo esordio in Football League contro lo Swansea City. Il 31 agosto debutta in casa contro lo Stoke City, contribuendo alla vittoria con un gol e diventando anche il più giovane marcatore di sempre a Birmingham, all'età di 16 anni e 63 giorni. Nel novembre 2019 è stato eletto giovane giocatore del mese EFL.
A fine stagione, in cui colleziona 4 reti in 44 partite complessive, viene ceduto per 25 milioni di sterline al Borussia Dortmund; tale trasferimento permette al Birmingham di salvarsi dal fallimento, che avrebbe bruscamente interrotto 145 anni di attività sportiva. Il club ha quindi deciso, con un'iniziativa che ha sollevato diverse critiche, di ritirare il numero 22 in segno di gratitudine.

#### Borussia Dortmund

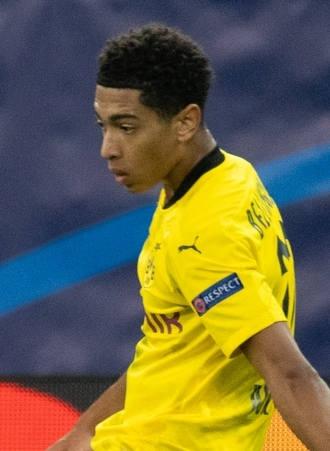
Bellingham con il nel 2020

Il 20 luglio 2020 passa quindi al club di Dortmund. Nonostante la giovane età trova spazio sin da subito come titolare in prima squadra, arrivando anche a realizzare la sua prima rete in Bundesliga il 10 aprile 2021 nel successo per 3-2 contro lo Stoccarda. Quattro giorni dopo realizza la sua prima rete in Champions League in occasione della sconfitta per 1-2 contro il Manchester City (che sancisce l'eliminazione dei gialloneri), diventando, a 17 anni e 289 giorni, il secondo calciatore più giovane a segnare nella fase a eliminazione diretta della Champions League dopo Bojan Krkić. Ha concluso l'annata 2020-2021 con 46 presenze totali e 4 marcature. Successivamente, viene eletto tra i candidati al Trofeo Kopa 2021, piazzandosi al secondo posto alle spalle dello spagnolo Pedri.
Il 4 dicembre 2021 disputa il Der Klassiker contro il Bayern Monaco, in cui servirà gli assist per entrambe le reti della propria squadra; la gara si concluderà per 3-2 in favore dei bavaresi con molte polemiche da parte dei giocatori gialloneri per via di alcune decisioni arbitrali controverse. A fine gara, Bellingham decide di sfogarsi in un'intervista criticando aspramente le decisioni del direttore di gara, cosa che infine gli costerà una multa di 40.000 euro dalla DFB.

#### Real Madrid

##### 2023-2024: la vittoria deldouble

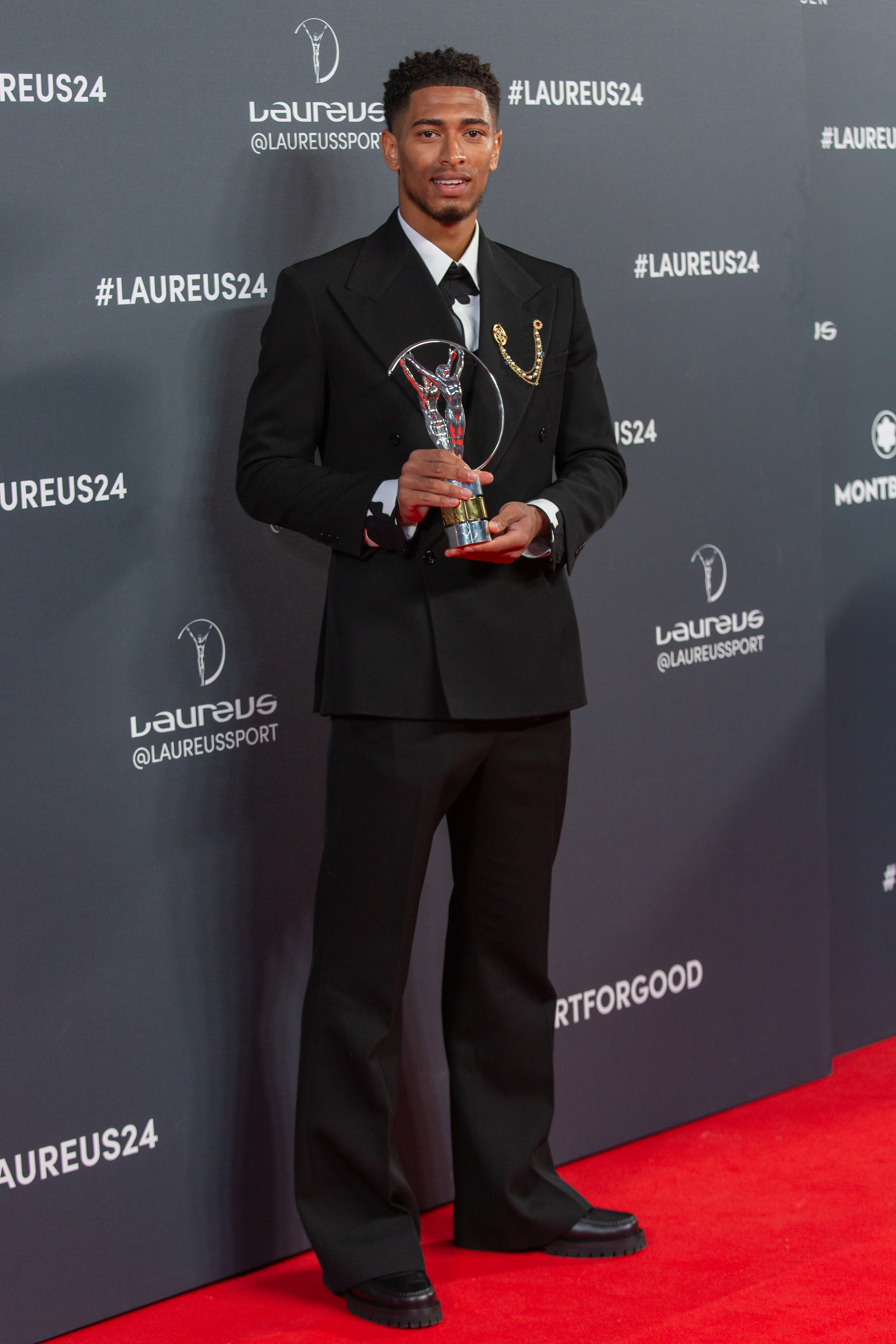
Bellingham ritira il premio come "Rivelazione dell'anno" sul red carpet dei Laureus World Sports Awards nel 2024

Il 14 giugno 2023 viene annunciato il suo trasferimento al club spagnolo del Real Madrid, con cui sigla un contratto dalla durata di sei anni che prevede un versamento iniziale di 103 milioni di euro, più ulteriori 30,9 milioni di bonus aggiuntivi variabili fino al 30% dell'importo fisso, rendendolo uno degli acquisti più onerosi nella storia del calcio, il secondo in assoluto per i Blancos dopo quello di Hazard nel 2019. Decide peraltro di indossare la maglia numero 5.
Il 12 agosto seguente segna all'esordio con la nuova maglia, venendo schierato da titolare per la prima volta e fissando il punteggio sul definitivo 2-0 dei Blancos nella vittoriosa trasferta contro l'Atlético Bilbao e valevole per la prima giornata di Liga Santander. Sette giorni più tardi, sempre in campionato, è nuovamente protagonista nel successo sull'Almería, contro cui realizza una doppietta e fornisce a Vinícius Jr. l'assist per il 3-1 finale. Il 25 agosto decide con un gol di testa la sfida contro il Celta Vigo, vinta per 1-0 allo Stadio Balaídos e, in virtù di tali prestazioni, a fine agosto viene nominato miglior giocatore del mese dalla Liga spagnola. Infine, il 2 settembre mette a segno al 95' la rete del definitivo 2-1 con cui i Blancos sconfiggono in rimonta il Getafe al loro debutto nel nuovo Santiago Bernabéu. Così facendo, Bellingham diventa il secondo giocatore della storia dopo Cristiano Ronaldo a segnare 5 gol nelle prime 4 partite disputate in campionato con il Real Madrid. Il 20 settembre esordisce in UEFA Champions League con gli spagnoli, in occasione del match inaugurale del Gruppo C con l'Union Berlino vinto per 1-0 proprio grazie a una sua rete segnata al 94'. Si ripete il 3 ottobre seguente nella seconda partita della fase a gironi, andando a segno sul campo del Napoli, battuto per 3-2, e venendo inoltre eletto miglior giocatore della serata.
Il 28 ottobre 2023 disputa il suo primo Clásico contro il Barcellona, in cui segna la doppietta che permette ai madrileni di vincere per 2-1 in rimonta nonché, a livello personale, raggiungere la doppia cifra di reti in campionato per la prima volta in carriera. A gennaio 2024 si aggiudica a Riad la Supercoppa di Spagna, anche stavolta ai danni dei blaugrana, i quali escono nuovamente sconfitti il 21 aprile dalla gara di ritorno in campionato, in cui lo stesso Bellingham segna il gol del 3-2 finale, mentre il 4 maggio vince con quattro giornate d'anticipo il campionato spagnolo. Conclude la sua stagione d'esordio in terra iberica alzando al cielo la sua prima Champions League, in seguito alla finale di Wembley disputata il 1º giugno e vinta per 2-0 contro il Borussia Dortmund, sua ex squadra, parallelamente a ciò, in virtù dei 19 gol segnati in Liga, emerge quale miglior cannoniere stagionale dei Blancos, nonché (a pari merito con Robert Lewandowski) il terzo in assoluto dietro soltanto all'ucraino Artem Dovbyk e il norvegese Alexander Sørloth.

##### 2024-2025: Supercoppa UEFA e podio al Pallone d'oro
La stagione 2024-2025 inizia per lui con la vittoria della finale di Supercoppa UEFA contro l'Atalanta, dove nell'occasione fornisce al neo acquisto Kylian Mbappé l'assist per il gol che stabilisce il punteggio finale sul 2-0 per i madrileni, venendo poi eletto uomo-partita. Il 28 ottobre 2024, in ragione dei trofei vinti e degli ottimi risultati in termini realizzativi conseguiti nell'anno solare, si classifica al terzo posto nella graduatoria del Pallone d'oro con 917 punti, alle spalle di Rodri e del compagno di squadra Vinícius Jr. Dieci giorni più tardi arriva invece il suo primo gol stagionale in Liga, alla 12ª giornata di campionato, il 9 novembre contro l'Osasuna (4-0), mentre a dicembre riceve il premio di miglior giocatore del mese.

### Nazionale

#### Nazionali giovanili
A fine 2018 esordisce con la Nazionale Under-16 dell'Inghilterra, con cui disputa sette partite, segnando quattro gol e indossando anche la fascia da capitano.
È stato incluso nella nazionale Under-17 per la Syrenka Cup, un torneo amichevole svoltosi a settembre 2019 in preparazione delle qualificazioni ai Campionati europei di categoria del marzo dell'anno successivo. Ha fatto il suo debutto come sostituto nella partita inaugurale del torneo per l'Inghilterra, in una vittoria per 5-0 contro la Finlandia nella quale ha segnato il terzo gol, e ha capitanato la squadra nella seconda partita vittoriosa per 4-2 contro l'Australia. Ha mantenuto la fascia di capitano per la finale, in cui l'Inghilterra ha battuto i padroni di casa della Polonia ai rigori dopo il 2-2 nei tempi regolamentari. Alla fine del torneo, è stato nominato miglior giocatore della manifestazione.
Il 4 settembre 2020 debutta nella nazionale Under-21 inglese, nella partita vinta per 6-0 contro la compagine kosovara, alla quale contribuisce segnando una rete, diventando a 17 anni e 67 giorni il più giovane marcatore della selezione U21.

#### Nazionale maggiore

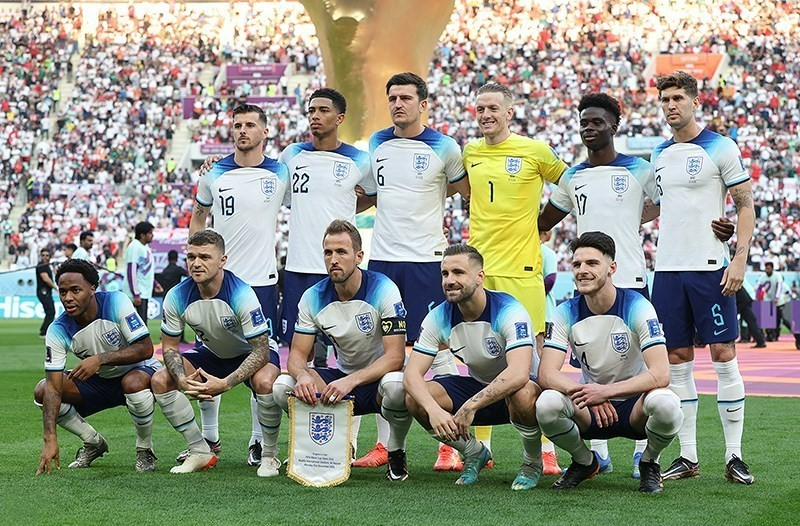
Bellingham (in alto, secondo da sinistra) con la nazionale inglese al.

Il 12 novembre 2020, a 17 anni e 136 giorni, esordisce in amichevole contro l’Irlanda diventando il terzo esordiente più giovane nella storia dell’Inghilterra dopo Theo Walcott e Wayne Rooney. Convocato per il campionato europeo il 31 maggio 2021, nell'amichevole contro l'Austria (vinta per 1-0), disputata due giorni dopo, è partito per la prima volta da titolare con la selezione inglese. Il 13 giugno 2021, entrando in campo al minuto 82 della partita inaugurale del gruppo D tra Inghilterra e Croazia (terminata 1-0), è diventato il più giovane giocatore della storia a giocare in una fase finale del campionato europeo e, al contempo, il più giovane calciatore a giocare in un grande torneo internazionale a 17 anni e 349 giorni. Tuttavia via il suo record viene battuto solo sei giorni dopo dal polacco Kacper Kozłowski in Spagna-Polonia 1-1.
Convocato per disputare la fase finale del campionato del mondo 2022, nella partita inaugurale del Gruppo B mette segna il suo primo gol con la maglia dell'Inghilterra contribuendo alla vittoria per 6-2 contro l'Iran, diventando il primo calciatore nato negli anni 2000 a riuscirci in un Mondiale. Agli ottavi di finale fornisce a Henderson l'assist per il gol che apre le marcature per il successo sul Senegal (3-0), infrangendo il record come più giovane calciatore inglese della storia a realizzare un passaggio vincente in nazionale. Il cammino degli inglesi s'interrompe ai quarti contro la Francia.
Convocato per Euro 2024, va a segno nella prima partita dei gironi vinta 1-0 contro la Serbia. Successivamente realizza un gol importante in rovesciata agli ottavi di finale al 95' contro la Slovacchia che fissa il punteggio sull'1-1; nei supplementari gli inglesi hanno avuto la meglio (2-1). L'Inghilterra ai quarti di finale sfida la Svizzera e il match si conclude per 1-1, e ai rigori vincono per 5-3, Bellingham è tra i cinque calciatori che segna dal dischetto. Gli inglesi raggiungono la finale in cui, nonostante Bellingham abbia fornito a Cole Palmer l'assist per il gol dei britannici, vengono sconfitti per 2-1 dalla Spagna.

## Statistiche

### Presenze e reti nei club
Statistiche aggiornate al 9 luglio 2025.
| Stagione                 | Squadra                  | Campionato               | Campionato | Campionato | Coppe nazionali | Coppe nazionali | Coppe nazionali | Coppe continentali | Coppe continentali | Coppe continentali | Altre coppe    | Altre coppe | Altre coppe | Totale | Totale |
| Stagione                 | Squadra                  | Comp                     | Pres       | Reti       | Comp            | Pres            | Reti            | Comp               | Pres               | Reti               | Comp           | Pres        | Reti        | Pres   | Reti   |
| ------------------------ | ------------------------ | ------------------------ | ---------- | ---------- | --------------- | --------------- | --------------- | ------------------ | ------------------ | ------------------ | -------------- | ----------- | ----------- | ------ | ------ |
| 2019-2020                | Birmingham City          | FLC                      | 41         | 4          | FACup+CdL       | 3+0             | 0               | -                  | -                  | -                  | -              | -           | -           | 44     | 4      |
| 2020-2021                | Borussia Dortmund        | BL                       | 29         | 1          | CG              | 6               | 2               | UCL                | 10                 | 1                  | SG             | 1           | 0           | 46     | 4      |
| 2021-2022                | Borussia Dortmund        | BL                       | 32         | 3          | CG              | 3               | 0               | UCL+UEL            | 6+2                | 1+2                | SG             | 1           | 0           | 44     | 6      |
| 2022-2023                | Borussia Dortmund        | BL                       | 31         | 8          | CG              | 4               | 2               | UCL                | 7                  | 4                  | -              | -           | -           | 42     | 14     |
| Totale Borussia Dortmund | Totale Borussia Dortmund | Totale Borussia Dortmund | 92         | 12         |                 | 13              | 4               |                    | 25                 | 8                  |                | 2           | 0           | 132    | 24     |
| 2023-2024                | Real Madrid              | PD                       | 28         | 19         | CR              | 1               | 0               | UCL                | 11                 | 4                  | SS             | 2           | 0           | 42     | 23     |
| 2024-2025                | Real Madrid              | PD                       | 31         | 9          | CR              | 4               | 1               | UCL                | 13                 | 3                  | SU+CInt+SS+Cmc | 1+1+2+6     | 0+0+1+1     | 58     | 15     |
| Totale Real Madrid       | Totale Real Madrid       | Totale Real Madrid       | 59         | 28         |                 | 5               | 1               |                    | 24                 | 7                  |                | 11          | 2           | 100    | 38     |
| Totale carriera          | Totale carriera          | Totale carriera          | 192        | 44         |                 | 21              | 5               |                    | 49                 | 15                 |                | 13          | 2           | 277    | 66     |

### Cronologia presenze e reti in nazionale
| Cronologia completa delle presenze e delle reti in nazionale ― Inghilterra | Cronologia completa delle presenze e delle reti in nazionale ― Inghilterra | Cronologia completa delle presenze e delle reti in nazionale ― Inghilterra | Cronologia completa delle presenze e delle reti in nazionale ― Inghilterra | Cronologia completa delle presenze e delle reti in nazionale ― Inghilterra | Cronologia completa delle presenze e delle reti in nazionale ― Inghilterra | Cronologia completa delle presenze e delle reti in nazionale ― Inghilterra | Cronologia completa delle presenze e delle reti in nazionale ― Inghilterra |
| Data                                                                       | Città                                                                      | In casa                                                                    | Risultato                                                                  | Ospiti                                                                     | Competizione                                                               | Reti                                                                       | Note                                                                       |
| -------------------------------------------------------------------------- | -------------------------------------------------------------------------- | -------------------------------------------------------------------------- | -------------------------------------------------------------------------- | -------------------------------------------------------------------------- | -------------------------------------------------------------------------- | -------------------------------------------------------------------------- | -------------------------------------------------------------------------- |
| 12-11-2020                                                                 | Londra                                                                     | Inghilterra                                                                | 3 – 0                                                                      | Irlanda                                                                    | Amichevole                                                                 | -                                                                          | 73’                                                                        |
| 25-3-2021                                                                  | Londra                                                                     | Inghilterra                                                                | 5 – 0                                                                      | San Marino                                                                 | Qual. Mondiali 2022                                                        | -                                                                          | 46’                                                                        |
| 2-6-2021                                                                   | Middlesbrough                                                              | Inghilterra                                                                | 1 – 0                                                                      | Austria                                                                    | Amichevole                                                                 | -                                                                          |                                                                            |
| 6-6-2021                                                                   | Middlesbrough                                                              | Inghilterra                                                                | 1 – 0                                                                      | Romania                                                                    | Amichevole                                                                 | -                                                                          | 65’                                                                        |
| 13-6-2021                                                                  | Londra                                                                     | Inghilterra                                                                | 1 – 0                                                                      | Croazia                                                                    | Euro 2020 - 1º turno                                                       | -                                                                          | 82’                                                                        |
| 22-6-2021                                                                  | Londra                                                                     | Rep. Ceca                                                                  | 0 – 1                                                                      | Inghilterra                                                                | Euro 2020 - 1º turno                                                       | -                                                                          | 68’                                                                        |
| 3-7-2021                                                                   | Roma                                                                       | Ucraina                                                                    | 0 – 4                                                                      | Inghilterra                                                                | Euro 2020 - Quarti di finale                                               | -                                                                          | 65’                                                                        |
| 5-9-2021                                                                   | Londra                                                                     | Inghilterra                                                                | 4 – 0                                                                      | Andorra                                                                    | Qual. Mondiali 2022                                                        | -                                                                          | 62’                                                                        |
| 12-11-2021                                                                 | Londra                                                                     | Inghilterra                                                                | 5 – 0                                                                      | Albania                                                                    | Qual. Mondiali 2022                                                        | -                                                                          | 63’                                                                        |
| 15-11-2021                                                                 | Serravalle                                                                 | San Marino                                                                 | 0 – 10                                                                     | Inghilterra                                                                | Qual. Mondiali 2022                                                        | -                                                                          |                                                                            |
| 26-3-2022                                                                  | Londra                                                                     | Inghilterra                                                                | 2 – 1                                                                      | Svizzera                                                                   | Amichevole                                                                 | -                                                                          | 79’                                                                        |
| 29-3-2022                                                                  | Londra                                                                     | Inghilterra                                                                | 3 – 0                                                                      | Costa d'Avorio                                                             | Amichevole                                                                 | -                                                                          |                                                                            |
| 4-6-2022                                                                   | Budapest                                                                   | Ungheria                                                                   | 1 – 0                                                                      | Inghilterra                                                                | UEFA Nations League 2022-2023 - 1º turno                                   | -                                                                          |                                                                            |
| 7-6-2022                                                                   | Monaco di Baviera                                                          | Germania                                                                   | 1 – 1                                                                      | Inghilterra                                                                | UEFA Nations League 2022-2023 - 1º turno                                   | -                                                                          | 14’                                                                        |
| 14-6-2022                                                                  | Wolverhampton                                                              | Inghilterra                                                                | 0 – 4                                                                      | Ungheria                                                                   | UEFA Nations League 2022-2023 - 1º turno                                   | -                                                                          | 68’                                                                        |
| 23-9-2022                                                                  | Milano                                                                     | Italia                                                                     | 1 – 0                                                                      | Inghilterra                                                                | UEFA Nations League 2022-2023 - 1º turno                                   | -                                                                          |                                                                            |
| 26-9-2022                                                                  | Londra                                                                     | Inghilterra                                                                | 3 – 3                                                                      | Germania                                                                   | UEFA Nations League 2022-2023 - 1º turno                                   | -                                                                          | 90+1’                                                                      |
| 21-11-2022                                                                 | Al Rayyan                                                                  | Inghilterra                                                                | 6 – 2                                                                      | Iran                                                                       | Mondiali 2022 - 1º turno                                                   | 1                                                                          |                                                                            |
| 25-11-2022                                                                 | Al Khawr                                                                   | Inghilterra                                                                | 0 – 0                                                                      | Stati Uniti                                                                | Mondiali 2022 - 1º turno                                                   | -                                                                          | 68’                                                                        |
| 29-11-2022                                                                 | Al Rayyan                                                                  | Galles                                                                     | 0 – 3                                                                      | Inghilterra                                                                | Mondiali 2022 - 1º turno                                                   | -                                                                          |                                                                            |
| 4-12-2022                                                                  | Al Khor                                                                    | Inghilterra                                                                | 3 – 0                                                                      | Senegal                                                                    | Mondiali 2022 - Ottavi di finale                                           | -                                                                          | 76’                                                                        |
| 10-12-2022                                                                 | Al Khor                                                                    | Inghilterra                                                                | 1 – 2                                                                      | Francia                                                                    | Mondiali 2022 - Quarti di finale                                           | -                                                                          |                                                                            |
| 23-3-2023                                                                  | Napoli                                                                     | Italia                                                                     | 1 – 2                                                                      | Inghilterra                                                                | Qual. Euro 2024                                                            | -                                                                          | 85’                                                                        |
| 26-3-2023                                                                  | Londra                                                                     | Inghilterra                                                                | 2 – 0                                                                      | Ucraina                                                                    | Qual. Euro 2024                                                            | -                                                                          | 86’                                                                        |
| 9-9-2023                                                                   | Breslavia                                                                  | Ucraina                                                                    | 1 – 1                                                                      | Inghilterra                                                                | Qual. Euro 2024                                                            | -                                                                          | 65’                                                                        |
| 12-9-2023                                                                  | Glasgow                                                                    | Scozia                                                                     | 1 – 3                                                                      | Inghilterra                                                                | Amichevole                                                                 | 1                                                                          | 42’ 84’                                                                    |
| 17-10-2023                                                                 | Londra                                                                     | Inghilterra                                                                | 3 – 1                                                                      | Italia                                                                     | Qual. Euro 2024                                                            | -                                                                          | 85’                                                                        |
| 23-3-2024                                                                  | Londra                                                                     | Inghilterra                                                                | 0 – 1                                                                      | Brasile                                                                    | Amichevole                                                                 | -                                                                          | 13’ 67’                                                                    |
| 26-3-2024                                                                  | Londra                                                                     | Inghilterra                                                                | 2 – 2                                                                      | Belgio                                                                     | Amichevole                                                                 | 1                                                                          |                                                                            |
| 16-6-2024                                                                  | Gelsenkirchen                                                              | Serbia                                                                     | 0 – 1                                                                      | Inghilterra                                                                | Euro 2024 - 1º turno                                                       | 1                                                                          | 86’                                                                        |
| 20-6-2024                                                                  | Francoforte sul Meno                                                       | Danimarca                                                                  | 1 – 1                                                                      | Inghilterra                                                                | Euro 2024 - 1º turno                                                       | -                                                                          |                                                                            |
| 25-6-2024                                                                  | Colonia                                                                    | Inghilterra                                                                | 0 – 0                                                                      | Slovenia                                                                   | Euro 2024 - 1º turno                                                       | -                                                                          |                                                                            |
| 30-6-2024                                                                  | Gelsenkirchen                                                              | Inghilterra                                                                | 2 – 1 dts                                                                  | Slovacchia                                                                 | Euro 2024 - Ottavi di finale                                               | 1                                                                          | 17’ 106’                                                                   |
| 6-7-2024                                                                   | Düsseldorf                                                                 | Inghilterra                                                                | 1 – 1 dts (5 - 3 dtr)                                                      | Svizzera                                                                   | Euro 2024 - Quarti di finale                                               | -                                                                          |                                                                            |
| 10-7-2024                                                                  | Dortmund                                                                   | Paesi Bassi                                                                | 1 – 2                                                                      | Inghilterra                                                                | Euro 2024 - Semifinale                                                     | -                                                                          | 72’                                                                        |
| 14-7-2024                                                                  | Berlino                                                                    | Spagna                                                                     | 2 – 1                                                                      | Inghilterra                                                                | Euro 2024 - Finale                                                         | -                                                                          |                                                                            |
| 10-10-2024                                                                 | Londra                                                                     | Inghilterra                                                                | 1 – 2                                                                      | Grecia                                                                     | UEFA Nations League 2024-2025 - 1º turno                                   | 1                                                                          |                                                                            |
| 13-10-2024                                                                 | Helsinki                                                                   | Finlandia                                                                  | 1 – 3                                                                      | Inghilterra                                                                | UEFA Nations League 2024-2025 - 1º turno                                   | -                                                                          | 80’                                                                        |
| 14-11-2024                                                                 | Amarousio                                                                  | Grecia                                                                     | 0 – 3                                                                      | Inghilterra                                                                | UEFA Nations League 2024-2025 - 1º turno                                   | -                                                                          | 10’                                                                        |
| 17-11-2024                                                                 | Londra                                                                     | Inghilterra                                                                | 5 – 0                                                                      | Irlanda                                                                    | UEFA Nations League 2024-2025 - 1º turno                                   | -                                                                          | 41’                                                                        |
| 21-3-2025                                                                  | Londra                                                                     | Inghilterra                                                                | 2 – 0                                                                      | Albania                                                                    | Qual. Mondiali 2026                                                        | -                                                                          |                                                                            |
| 24-3-2025                                                                  | Londra                                                                     | Inghilterra                                                                | 3 – 0                                                                      | Lettonia                                                                   | Qual. Mondiali 2026                                                        | -                                                                          | 42’ 67’                                                                    |
| 7-6-2025                                                                   | Cornellà de Llobregat                                                      | Andorra                                                                    | 0 – 1                                                                      | Inghilterra                                                                | Qual. Mondiali 2026                                                        | -                                                                          | 90+1’                                                                      |
| 10-6-2025                                                                  | West Bridgford                                                             | Inghilterra                                                                | 1 – 3                                                                      | Senegal                                                                    | Amichevole                                                                 | -                                                                          | 71’                                                                        |
| Totale                                                                     |                                                                            | Presenze                                                                   | 44                                                                         |                                                                            | Reti                                                                       | 6                                                                          |                                                                            |

| Cronologia completa delle presenze e delle reti in nazionale ― Inghilterra under 21 | Cronologia completa delle presenze e delle reti in nazionale ― Inghilterra under 21 | Cronologia completa delle presenze e delle reti in nazionale ― Inghilterra under 21 | Cronologia completa delle presenze e delle reti in nazionale ― Inghilterra under 21 | Cronologia completa delle presenze e delle reti in nazionale ― Inghilterra under 21 | Cronologia completa delle presenze e delle reti in nazionale ― Inghilterra under 21 | Cronologia completa delle presenze e delle reti in nazionale ― Inghilterra under 21 | Cronologia completa delle presenze e delle reti in nazionale ― Inghilterra under 21 |
| Data                                                                                | Città                                                                               | In casa                                                                             | Risultato                                                                           | Ospiti                                                                              | Competizione                                                                        | Reti                                                                                | Note                                                                                |
| ----------------------------------------------------------------------------------- | ----------------------------------------------------------------------------------- | ----------------------------------------------------------------------------------- | ----------------------------------------------------------------------------------- | ----------------------------------------------------------------------------------- | ----------------------------------------------------------------------------------- | ----------------------------------------------------------------------------------- | ----------------------------------------------------------------------------------- |
| 4-9-2020                                                                            | Pristina                                                                            | Kosovo under 21                                                                     | 0 – 6                                                                               | Inghilterra under 21                                                                | Qual. Europeo Under-21 2021                                                         | 1                                                                                   | 63’                                                                                 |
| 8-9-2020                                                                            | Ried im Innkreis                                                                    | Austria under 21                                                                    | 1 – 2                                                                               | Inghilterra under 21                                                                | Qual. Europeo Under-21 2021                                                         | -                                                                                   |                                                                                     |
| 7-10-2020                                                                           | Andorra la Vella                                                                    | Andorra under 21                                                                    | 3 – 3                                                                               | Inghilterra under 21                                                                | Qual. Europeo Under-21 2021                                                         | -                                                                                   |                                                                                     |
| 13-10-2020                                                                          | Wolverhampton                                                                       | Inghilterra under 21                                                                | 2 – 1                                                                               | Turchia under 21                                                                    | Qual. Europeo Under-21 2021                                                         | -                                                                                   | 41’                                                                                 |
| Totale                                                                              |                                                                                     | Presenze                                                                            | 4                                                                                   |                                                                                     | Reti                                                                                | 1                                                                                   |                                                                                     |

### Record
- Calciatore più giovane ad aver debuttato con il Birmingham City (16 anni e 38 giorni).
- Calciatore più giovane ad aver segnato con il Birmingham City (16 anni e 63 giorni).
- Calciatore più giovane ad aver segnato con la nazionale Under-21 inglese (17 anni e 67 giorni).
- Calciatore più giovane ad aver giocato nella fase finale di un campionato europeo con l'Inghilterra (17 anni e 349 giorni).

## Palmarès

### Club

#### Competizioni nazionali
- Coppa di Germania: 1

Borussia Dortmund: 2020-2021
- Campionato spagnolo: 1

Real Madrid: 2023-2024
- Supercoppa di Spagna: 1

Real Madrid: 2024

#### Competizioni internazionali
- UEFA Champions League: 1

Real Madrid: 2023-2024
- Supercoppa UEFA: 1

Real Madrid: 2024
- Coppa Intercontinentale FIFA: 1  (record)

Real Madrid: 2024

### Individuale
- Giovane dell'anno della Football League Championship: 1

2019-2020
- Calciatore dell'anno della Bundesliga: 1

2022-2023
- Trofeo Kopa: 1

2023
- Golden Boy: 1

2023
- Globe Soccer Awards: 3

Miglior emergente dell'anno: 2023
Miglior centrocampista dell'anno: 2024
Maradona Award: 2024
- Squadra maschile dell'anno IFFHS: 2

2023, 2024
- Laureus World Sports Awards: 1

Rivelazione dell'anno: 2024
- Calciatore dell'anno della Liga spagnola: 1

2023-2024
- Giovane dell'anno della UEFA Champions League: 1

2023-2024
- Squadra della stagione della UEFA Champions League: 1

2023-2024
- Miglior giocatore della Supercoppa UEFA: 1

2024
- FIFPro World XI: 2

2023, 2024
- Miglior costruttore di gioco dell'anno IFFHS: 1

2024